# Sydvästra Stilla havet under andra världskriget

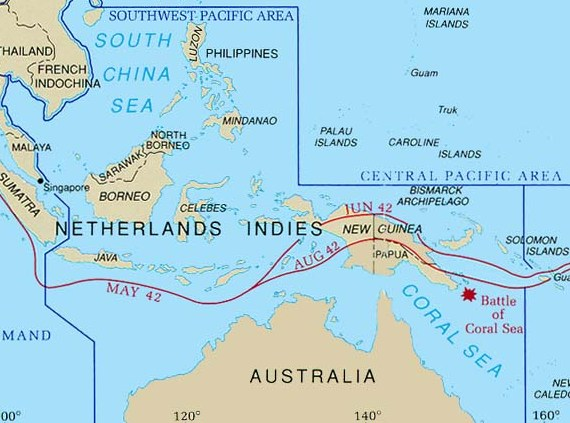
"South West Pacific Area" enligt amerikanska Joint Chiefs of Staff.

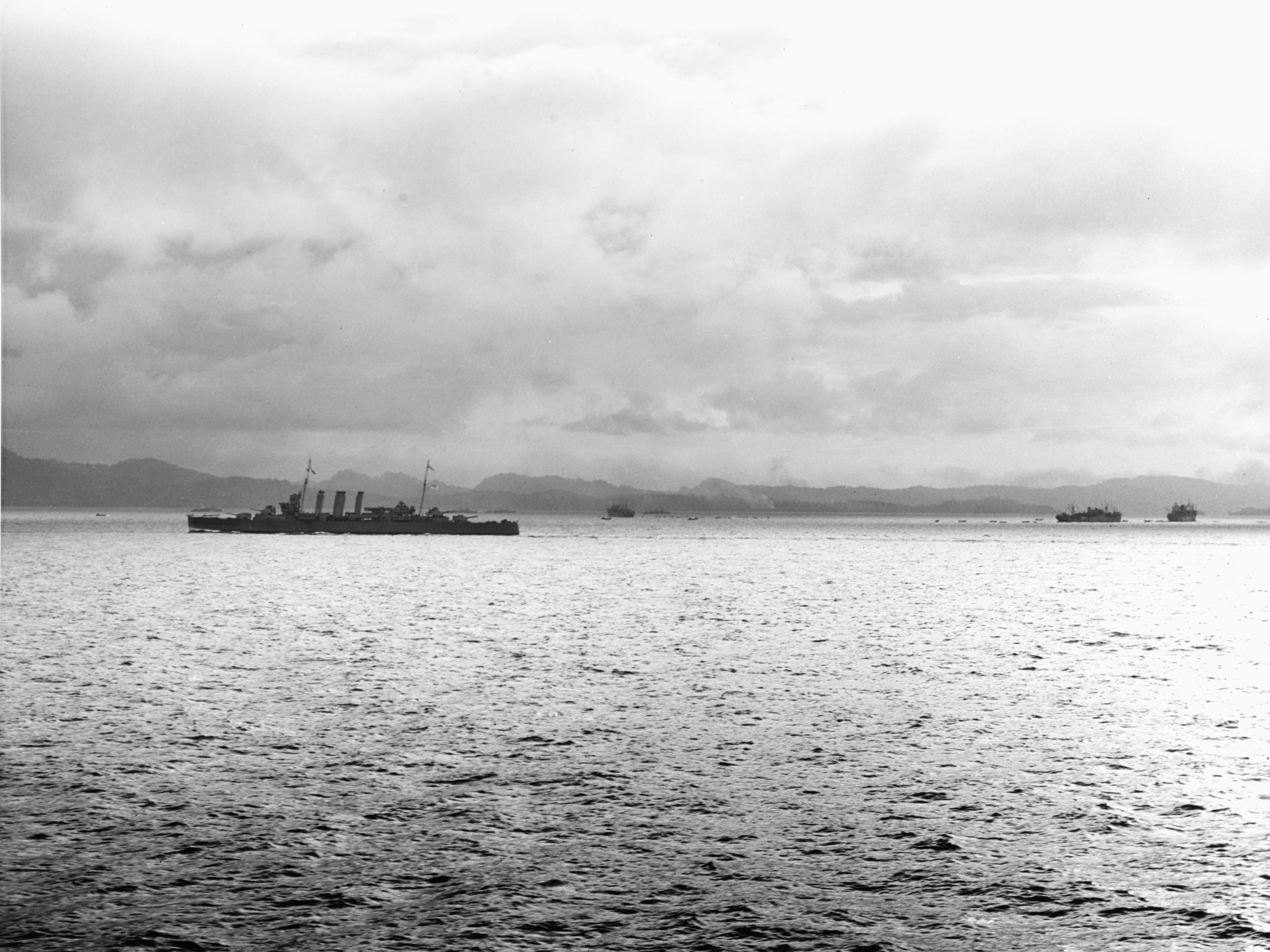
Australiska kryssaren Canberra (mitten vänster) skyddar tre allierade transportfartyg (bakgrund och mitten till höger) som avlastar trupper och materiel vid Tulagi.

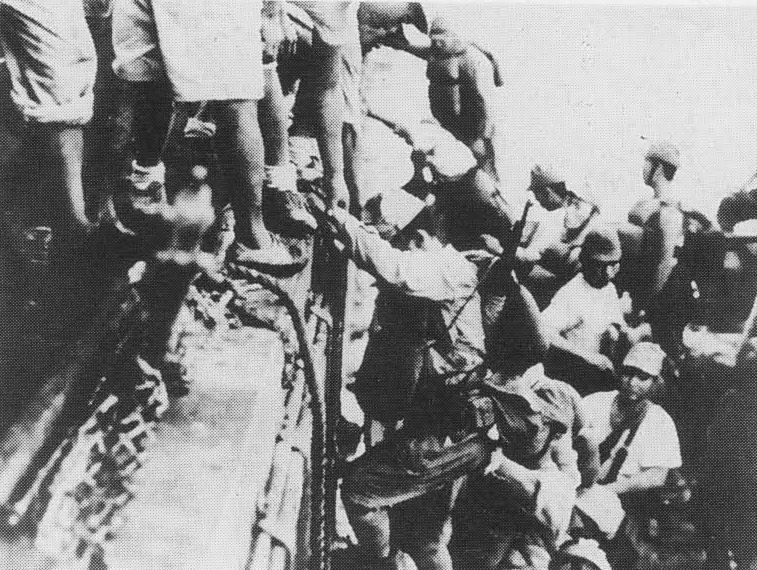
Japanska trupper lastas på ett krigsfartyg som förberedelse för en Tokyo Express-vända någon gång under 1942.

Sydvästra Stilla havet var en av två krigsskådeplatser under andra världskriget i Stillahavsområdet, mellan 1942 och 1945. Sydvästra Stillahavsområdet inkluderade Filippinerna, Nederländska Ostindien (exklusive Sumatra), Borneo, Australien, australiska Territoriet Nya Guinea (inklusive Bismarckarkipelagen), den västra delen av Salomonöarna och vissa angränsande områden. Krigsskådeplatsen fick sitt namn från det stora allierade kommandot som var känd helt enkelt som "South West Pacific Area".
I krigsskådeplatsen kämpade kejserliga japanska styrkor främst USA och australiska styrkor.  Holländska, filippinska, brittiska, mexikanska och andra allierade styrkor tjänstgjorde också i krigsskådeplatsen.
De flesta japanska styrkorna var en del av Södra expeditionsarmégruppen som bildades den 6 november 1941 under general Hisaichi Terauchi (även känd som Greve Terauchi), som fick order att anfalla och ockupera allierade territorier i Sydostasien och södra Stilla havet.
Den 30 mars 1942 bildades de allierade kommandot South West Pacific Area (SWPA) och den amerikanske generalen Douglas MacArthur utsågs till Supreme Allied Commander South West Pacific Area.:84 Den andra krigsskådeplatsen, känd som Pacific Ocean theater, leddes av amiral Chester Nimitz befäl.

## Större fälttåg och slag
- Slaget om Filippinerna (1941–42)
  - Slaget vid Bataan
  - Slaget vid Corregidor
- Slaget om Nederländska Ostindien, 1941–42
  - Slaget vid Badungsundet 19–20 februari 1942[2]:61
  - Slaget vid Javasjön 27 februari 1942[3]:9-11
  - Slaget vid Sundasundet 28 februari – 1 mars 1942[2]:75
  - Andra slaget vid Javasjön 1 mars 1942[2]:91
- Slaget om Guadalcanal 1942–43
  - Slaget vid Savo Island 9 augusti 1942[4]:695
  - Slaget vid Östra Salomonöarna 24–25 augusti 1942[4]:697
  - Slaget vid Cape Esperance 11–12 oktober 1942[4]:699
  - Slaget vid Santa Cruzöarna 26 oktober 1942[4]:701
  - Sjöslaget vid Guadalcanal 12–15 november 1942[3]
  - Slaget vid Tassafaronga 30 november 1942[3]
- Slaget om Salomonöarna 1943–45
  - Slaget vid Kula Gulf 6 juli 1943[4]:732
  - Slaget vid Kolombangara 13 juli 1943[4]:732
  - Slaget vid Vella Gulf 6–7 augusti 1943[4]:732
  - Sjöslaget vid Vella Lavella 6–7 oktober 1943[4]:732
  - Slaget vid Empress Augusta Bay 2 november 1943[4]:732
  - Slaget vid Kap St. George 25 november 1943[4]:732
- Slaget om Nya Guinea, 1942–45
  - Slaget om Korallhavet 4–8 maj 1942[3]
  - Slaget vid Kokoda Track 1942
  - Slaget vid Buna-Gona 1942
  - Slaget vid Bismarcksjön 2 mars 1943[3]
  - Landstigningen vid Nassau Bay 1943
  - Slaget vid Salamaua-Lae 1943
  - Slaget vid Huonhalvön 1943
  - Slaget vid New Britain 26 december 1943[4]:759
  - Slaget vid Amiralitetsöarna 29 februari 1944[4]:759
  - Slaget vid Aitape-Wewak 22 april 1944[4]:759
  - Invasionen av Hollandia 22 april 1944[5]:332-333
  - Slaget vid Biak 27 maj 1944[5]
  - Slaget vid Noemfoor 2 juli 1944[4]:759
  - Slaget vid Morotai 15 september 1944[5]
- Slaget om Timor 1942–43
- Slaget om Filippinerna (1944–45)
  - Slaget vid Leytegolfen 20 oktober 1944[3]
- Slaget om Borneo (1945)